# Kumielsk
Kumielsk (în germană Kumilsko, 1938-45 Morgen) este un sat în Voievodatul Varmia și Mazuria, Polonia. Satul aparține de comunitatea Biała Piska din districtul Powiat Piski (Johannisburg), fiind situat la 15 km sud-est de orașul Pisz.

## Istoric
Kumielsk a fost întemeiat în 1428 de Ordinul teutonic. Numele de Kumelischken/ Kumilszken/ Komilsken, apare prin anul 1471 și provine din lituană kumelė, sau letonă kumlš cea ce înseamnă "herghelie de cai"..